# 高島嘉右衛門
高島 嘉右衛門（たかしま かえもん、1832年11月22日〈天保3年11月1日〉 - 1914年〈大正3年〉10月16日）は、幕末から明治にかけて活躍した横浜の実業家、易学家である。江戸三十間堀生まれで、幼名は清三郎。後に嘉兵衛、嘉右衛門と改名した。号は呑象（どんしょう）。以下、嘉右衛門を使用する。
明治初期に横浜港の埋め立て事業を手がけたことで横浜の発展に寄与しており、「横浜の父」あるいは吉田勘兵衛、苅部清兵衛らとともに横浜三名士ともいわれる。その業績は高島町という地名にも残っている。「高島易断」という書を著す。

## 実業家
江戸三十間堀町（現・東京都中央区銀座）に第六子として生まれる。父は遠州屋嘉兵衛（本姓は薬師寺）。母は「くに」。姉が2人。弟に高島徳右衛門。
父親の薬師寺嘉兵衛は、常陸国新治郡牛渡村出身で江戸に出て材木店「遠州屋」の手代となった。嘉右衛門は兄が皆夭折したため嫡子となる。幼少のころは父の教えに従い、四書五経や六諭衍義などを学ぶ。何度か読めばすべて覚えてしまうほど記憶力はかなりよかったらしい。14歳のころ父の営む材木商兼普請請負業や盛岡藩製鉄事業に従事するようになる。父・弟とともに東北で7年間働く。
嘉右衛門19歳の時、父を亡くし、棄捐令による影響や次姉の養子の放蕩により莫大な借金があることがわかり、その返済に奔走することになる。その頃父の名「遠州屋嘉兵衛」を襲名する。22歳の時に材木屋を始め、安政の大地震の時に江戸に大火が起こり、被害を受けた佐賀藩邸の普請や材木の売却により2万両の儲けを得て、負債の返済を終えるも、盛岡藩藩邸普請の際に暴風雨に見舞われ材木の流出や盛岡藩の支払い拒否により、却って2万両の負債を抱えることになった。

### 入獄
そんな中、佐賀藩家老・田中善右衛門の斡旋により、1859年（安政6年）、横浜に伊万里焼の磁器や白蝋を一手に販売する肥前屋を開店。その際外国人を相手に、国内と国外の交換比率の違いを利用して金貨を売り多めに銀貨を受け取って儲けていたが、当時この交換方法が禁法だったため目を付けられ、潜伏するも後に自首。鉱山の採掘にも手を出しており、外国人相手にご禁制の小判を密売した罪で逮捕される。1860年（万延元年）、牢に入れられ、1865年（慶応元年）に釈免される。この時「高島嘉右衛門」に改名する。

### 横浜発展に寄与

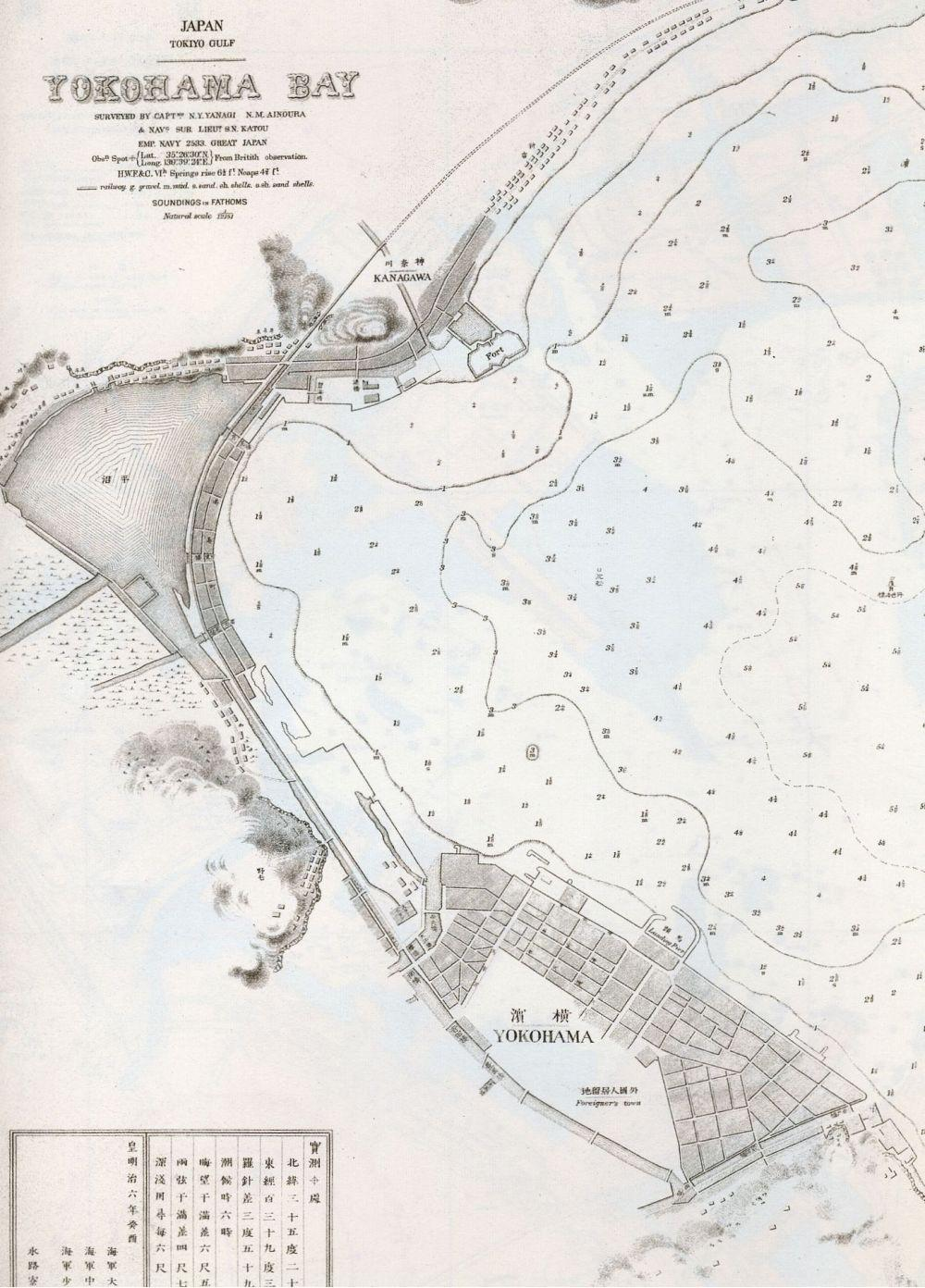
横浜港周辺の海図（1874年）
左上の平沼（現在の横浜駅西口一帯）と海に挟まれている帯状の土地（現在の横浜駅東口一帯）が高島町

江戸所払いになったため横浜に向かい、店を借りて材木商を始め、そこでアメリカ人技師のリチャード・ブリジェンスと親しくなる。ブリジェンスはイギリス公使のハリー・パークスから公使館設計の委託を受けており、高島はアメリカ公使の紹介を得てパークスから公使館の建築工事を請け負った。この時、横山孫一郎（後の帝国ホテル支配人）が通訳として活躍した。この英国公使館の建設請負をきっかけに他の多くの外国人から建築依頼を受けるようになった。
1867年（慶応3年）、当時横浜には政府高官や外国人を受け入れる旅館がなかったことから、尾上町に豪華な和洋折衷の大旅館「高島屋」を建設（百貨店の髙島屋とは関係ない）、政府高官などと人脈を作る社交場としても利用した。このころ盛岡藩が官軍に抵抗したために政府からの締め付けのため70万両の献金が必要になり嘉右衛門に相談。飢饉の問題などもあったが、本人曰く「至誠奉公の大精神」でこれを成し遂げ藩とその領民を救った。
1870年（明治3年）、高島屋の常連だった伊藤博文と大隈重信に京浜間鉄道敷設の必要性を説明した。
政府内で鉄道敷設が正式に決定した後、大隈と伊藤が高島屋を訪れた際、嘉右衛門は「（鉄道が敷設されたなら）全国都鄙の往来は自在となり、物流も大いに促されて物価も平均となりましょう。諸県の数もまた減じて、国庫の費えも節約できます。一朝有事の際しては、兵の動員や兵站の輸送も円滑となりますし、維新回天によって失職貧窮の憂き目を見た士族を鉄道敷設に動員して衣食の糧を与えますれば、必ずや富国の基礎をなすことになりましょう。」と語った。
その後、ホレーシオ・ネルソン・レイと契約して個人での鉄道敷設を考え、嘆願書を出すも、大隈重信と伊藤博文は政府としてレイと契約を結んでおり（つまりレイはダブル・スタンダードだった）、嘆願書は却下された。
後に大隈より事業参加の打診があったが、このとき嘉右衛門は辞退して、「鉄道をできるだけまっすぐに敷くためにも、この高島嘉右衛門に同所（神奈川の青木橋［現在の京浜急行神奈川駅横］から横浜の石崎に至る深い入り江、工事の最大の難所）の海面埋立をお任せ願えないでしょうか」と申し出た。それを受け一応、公開入札という形で1870年5月26日に嘉右衛門と大蔵省が契約。以前より関係が深かった鍋島家や南部家が工事に要する資金融通をしたといわれる。
なお、当時この事業の引き受け手がなかなか見つからず、埋め立て開発した者には鉄道線路を除き、その土地を永代拝領するという条件が新政府から出されていたが、高島はそれを政府に献上したため、その偉業を称えて高島町と名づけられた。
1871年（明治4年）にはスイス人のカドレー、アメリカ人のバラ兄弟など西洋人の教師を雇い、英仏独の3ヶ国語を教える語学中心の藍謝堂（通称「高島学校」）を創設。福澤諭吉を招聘したが実現せず、福澤は代わりに弟子の海老名晋、荘田平五郎、小幡甚三郎ら慶應義塾の高弟を講師に推薦し、派遣した。同校からは寺内正毅、本野一郎、宮部金吾といった人材を輩出している。貧しい学生には経済的援助もした。また、この時期に下水改良工事も手がけている。
1872年（明治5年）、ドイツの商会が神奈川県のガス会社建設の申請をしたため、外国に権益を奪われることを憂い、数名と「日本社中」を結成。ガス会社建設の権利を得て、フランス人技師を招いてガス工場（日本で初めてのガス会社、横浜瓦斯会社）を建設する。1872年10月31日（明治5年9月29日）夕刻、横浜の地にガス灯を灯した。10月31日のガス記念日はこれに由来する。またガス灯を利用した芝居小屋港座も開設している。1874年（明治7年）には東京でのガス灯建築を計画。
同年、3月19日、横浜の灯台寮に行幸した明治天皇は、嘉右衛門の家の一角にあったガス局も視察し、宮内卿を通じて「ガス灯の建築は未曾有の偉業である」との意を伝えた。民間人で天皇に拝謁を許されたのは彼が最初だった。その年、横浜港〜函館港間の定期航路を開通するが、これは採算が合わずに翌年中止になった。
1873年（明治6年）には学校設立の功により明治天皇から三組の銀杯を下賜される（学校は1874年（明治7年）に焼失して廃校）。

### 東北本線の建設推進
高島は「日本35里説」を説き、鉄道を敷設すれば青森～鹿児島は所要時間三日半エリアに収まると主張した。明治5年5月には「東京ヨリ青森マデ鉄道建言書」を提出し、現在の東北本線ルート建設を提唱した。その構想は後に日本鉄道会社として実現、高島は出資者として名を連ねた。

### 隠棲後も
1876年（明治9年）に大綱山荘（現・横浜市神奈川区高島台）に一時隠棲する。1877年、ガス局が高島に功労金を贈ったことが問題になり、市民を巻き込む訴訟騒ぎとなる。1887年（明治20年）に海防費1万円を献納して従五位勲四等に叙任。その後、愛知セメント株式会社を興し、成功したところで分家高島嘉兵衛(嘉右衛門より14歳年下)に経営を譲る。1888年には、日本に亡命した朴泳孝を別邸に住まわせた。1892年（明治25年）には北海道炭礦鉄道株式会社の社長に就任。石狩、十勝では拓殖事業を行う。1893年に横浜の財産をすべて高島嘉兵衛名義に変更し、一家で北海道へ移住。のちに横浜に戻り、東京市街鉄道株式会社社長を歴任した。珍しいところでは清水次郎長の開拓した富士の裾野も購入している。このため同地には次郎長の地名、並びに高島町の地名が残っている。1896年には、帝国貯蓄銀行の開業にも関わった。
墓所は泉岳寺に数百坪の墓地が作られた。戒名は「大観院神易呑象居士」。のちに墓地を有償返納（売却）、他に移転し更地にされた。現在」は跡地に赤穂義士記念館が建てられている（大石良雄の紋が易の「太極」（右二つ巴）である以外、高島と赤穂浪士との関係は特にない。

## 易断家

### 高島易断
嘉右衛門は実業家としても有名だが、易断による占いでも特に有名で、今でも「易聖」と呼ばれている。
安政の大地震の数日前、嘉右衛門の周りで奇異が起き、弟より理由なく釜が鳴ったのを聞いて、幼少時に学んだ易経に従って卦を立てたところ「火」に関する卦を得たため大火が起こることを予知して大量の材木を買収、数日後に大地震が発生。その後は上記にある通りである。
1860年に貨幣密売の罪で入獄したとき（1873年にも入牢している）、牢内の古畳の間から易経が出てきたため、易経を暗誦できるまで読みふけり、紙縒りを作って筮竹として占った。この出来事がきっかけとなり、普段の生活の中でも卦を立てていた。1876年（明治9年）の隠棲後は易の研究をおこない、易占に関する講義や著述を行う。易断の集大成ともいえる著作『高島易断』は漢訳され、袁世凱、李鴻章、聯芳など清の知識人たちにも贈られた。また彼は、易を一種の宗教ととらえていたから、人を使ってこれを英訳させたうえアメリカ・シカゴで開催された「世界宗教大会」に提出させた。1885年には「神易堂」を建設し、孔子祭を行なった。
出獄後のほとんどの事業で卦を立て、それに従って成功してきたとされる。また政府高官も征韓論など政治の重要な事は嘉右衛門に占ってもらう者が多かった。未解決事件である畝傍艦失踪事件の際も、海軍重鎮に占いを依頼されたという。日清戦争、日露戦争の占いは国民新聞や報知新聞にも掲載された。日本に亡命していた金玉均や朴泳孝も嘉右衛門の世話になっており、門人として易も習っていたようである。
西郷隆盛、大久保利通、伊藤博文の死期の卦までも立てたといわれている。特に伊藤の時に立てた卦は艮が重なる艮為山で、重艮が安重根を指しているとして、暗殺者の人名も当てたとされている。しかし伊藤の死を予見しながらも、伊藤の決意を翻すことができなかったことから、これ以後、他人を占うことはなかった。
また自らの死期を予知し、生前に既に死期を記した位牌も持っていたとされ、その予知通りに死去。墓所は赤穂浪士の墓所でもある泉岳寺。戒名は「大観院神易呑象居士」。
入獄中に脱獄を持ちかけられ困っていたところ、運よくその話が露見し御破算となった。高島が密告したと疑われて殺されそうになったものの、運よくこれも逃れることができた。以降、これを祝って、年に一回、高島家に出入りの者全員に牡丹餅を振る舞うのを習慣としていた。

### 「占い」は「売らない」
高島嘉右衛門の占いの的中率は抜群であったため「高島」「高島易断」を名乗りその名声を利用したものが続出し、現代でもそれを名乗る団体は色々出ているが、嘉右衛門の縁者ないしは門下生はおらず、いずれも嘉右衛門とは関係ない。また、「高島暦」等と称する暦も嘉右衛門の著作にない。高島長政も「高島易断」を名乗って高島家縁者や門下生を装うのは迷惑至極であると語っている。また「呑象」の号も嘉右衛門門人の小玉卯太郎に黙認しているだけであった。
占いそのものを商売とすることを戒めていたとされ、皇典講究所で講演した『神道実用論』の中にそれを表していると言われている一文がある。
「其名巳（すで）に『うらなひ』（不売）と云ふが故に、決して金銀等の礼謝を受けず、実に神易を以て神明に通信するを本分の職務とするときは、始めて神官の名称にも副（かな）ひ、人の信用浅からざるべし。」

## 栄典
位階
- 1887年（明治20年）7月18日 - 従五位[33]
- 1914年（大正3年）10月16日 - 正五位[34]

授章
- 1887年（明治20年）7月20日 - 金製黄綬褒章[35]
- 1902年（明治35年）2月22日 - 勲四等瑞宝章[36]

## 家族
妻の「くら」、そして子供「長政」(1876年生)、その他、側女のキンとの間に5人の子供がいた。1868年に親類藥師寺久兵衞の子(1849年生)を養子にし、これが後に「高島嘉兵衞」として家督を相続したが1908年に破産。また嘉右衛門は弟「高島徳右衛門」の子「長正」を養ったとの資料もある。嘉右衛門は政府高官とも親交があり特に伊藤博文とは仲が深く、嘉右衛門の長女たま子は伊藤の養子博邦と結婚している。
嘉右衛門の弟 高島徳右衛門も父・兄とともに事業を営み、屋号は「高嶋屋」（百貨店の高島屋とは関係ない）。彼も易占好きで、『高島周易正文』を「翻刻 高島徳右衛門」として発行している(著者名不記載)。徳右衛門の子「周造」は1908年に高島徳右衛門を襲名し、東京府会議員、東京市会議員を務めた。

## 著書
- 易占大意 : 神人伝言[32] (非売, 1885年(明治18年))
- 高島易断[32] (1886年(明治19年)): 巻1 巻2 巻3 巻4 巻5 巻6 巻7 巻8 巻9 巻10
  - 増補版 (1894-1896年(明治27-39年) : 1冊 2冊 3冊 4冊 5冊
- 宗教論[32] (1897年(明治30年))
- 神人交話[32] (1910年(明治43年)) 1912年改版
- 周易占筮秘伝[32] (1913年(大正2年))